# 李维光
李维光（1898年—1964年），洗名若翰，自選自聖的天主教南京教区主教。
1898年，李维光出生在江苏省无锡县堰桥一个信奉天主教达300余年的家庭，在兄弟五人中排行第三。1913年起入上海徐汇小修道院和大修道院。1923年晋升神父，先服务于苏北兴化、高邮，1935年调任江阴后塍（今属张家港市）任本堂神父，并任崇真中学第一任校长。
1947年9月，南京教区于斌主教将李维光升为无锡总铎区总铎，驻扎无锡北门外三里桥天主堂。1949年，于斌主教撤往海外，任命李维光总铎为南京教区代理主教，兼无锡总铎区总铎。
1950年李维光移驻南京。1951年3月31日，他发动南京教区783名神父、修女、教徒联名发表《天主教南京教区爱国宣言》，表示要割断与罗马教廷政治、经济上的关系。此后又发动驱逐教廷公使黎培理总主教的签名运动。1954年，他当选第一届全国人大代表。9月，他出席第一届全国人大第一次会议讨论宪法草案，期间并发言。
1955年，教宗庇护十二世对李维光进行绝罚（开除教籍），李维光是1949年以后中国大陆第一个受绝罚者。上海、苏州教区主教龚品梅亲赴南京，将绝罚书交给李维光。
1956年，李维光联合一批主教，倡议成立全国天主教爱国会，并常住北京进行筹备。1957年，中国天主教爱国会成立，他当选为副主席，同年又当选为江苏省天主教爱国会主席。1958年3月14日，南京教区选举李维光为正权主教。1959年11月，举行江苏省4名自选主教的祝圣仪式 。1964年在南京去世。